# 鄭潔
鄭 潔（ジェン・ジー、日本語読み：ていけつ、ピン音表記：Zheng Jie, 1983年7月5日 - ）は、中華人民共和国・四川省成都市出身の女子プロテニス選手。同僚の晏紫とペアを組んで、2006年の全豪オープンとウィンブルドン女子ダブルスで優勝を飾り、中国のテニス選手として最初の4大大会優勝者に輝いた。シングルスでも2008年ウィンブルドンと2010年全豪オープンの準決勝進出者となった。WTAツアーでは、ダブルスで4大大会2勝を含む15勝を挙げ、シングルスでも4勝がある。自己最高ランキングはシングルス15位、ダブルス3位。右利き、バックハンド・ストロークは両手打ち。身長164cm、体重57kg。

## 来歴
2000年にプロ入り。鄭潔が中国国外のトーナメントに初参加したのは、2001年7月前半のアメリカ・カリフォルニア州「ロス・ガトス」の大会であった。2002年から女子テニス国別対抗戦・フェドカップの中国代表選手となり、国外のテニス大会に活動の場を広げる。同年5月に福岡のトーナメントで初来日し、本戦の準々決勝まで進出した。2003年は「ジャパン・オープン」でベスト4進出があるが、この時は準々決勝で同僚の晏紫との“中国対決”を制した後、準決勝で当時16歳のマリア・シャラポワに敗れている。シャラポワにとってはこれがWTAツアー初優勝の大会だった。2004年の全仏オープン女子シングルスで、鄭潔は中国出身の女子テニス選手として史上初のベスト16入りを達成した。その4回戦では、パオラ・スアレスに4-6, 5-7 で敗れている。
2004年のアテネ五輪でテニスの中国代表選手に選ばれた時、女子ダブルスには鄭潔&晏紫の組と、李婷と孫甜甜組の2組を送り出した。このアテネ五輪では李婷&孫甜甜組が女子ダブルスの金メダルを獲得し、中国に初めてのテニス金メダルをもたらした。それから1年半後、2006年の全豪オープン女子ダブルスでは、鄭潔&晏紫の組が第12シードから勝ち上がった。2人のダブルスは、リターンの時に「2人とも後ろに並ぶ」スタイルで、世界の標準的なダブルスとは大きく異なる。これが対戦相手を戸惑わせ、2人は準決勝で浅越しのぶとカタリナ・スレボトニク組に6-2, 7-6で勝ち、決勝では第1シードのリサ・レイモンド&サマンサ・ストーサー組を2-6, 7-6, 6-3の逆転で破り、中国に史上初のテニス4大大会タイトルをもたらした。これで、中国女子テニスからは2組のダブルス・ペアが世界の頂点に立ったことになる。
全豪オープン女子ダブルスで優勝を飾った後、鄭潔は5月第1週にポルトガル・エストリル大会の決勝で同じ中国の李娜を6-7, 7-5（李娜の途中棄権）で破り、WTAツアーのシングルスで2勝目を挙げた。その後、ウィンブルドンでも中国テニス界は大きな躍進を見せる。鄭潔は女子シングルス3回戦でキム・クライシュテルスに敗れたが、晏紫とのダブルスで2度目の4大大会決勝に勝ち進み、ビルヒニア・ルアノ・パスクアル&パオラ・スアレス組を6-3, 3-6, 6-2 で破り、中国のテニス選手として最初のウィンブルドン優勝者になった。
ウィンブルドン選手権の後、7月15日-16日にかけて女子テニス国別対抗戦・フェドカップの「ワールドグループ・プレーオフ」が中国の首都北京で開かれ、中国はドイツを「4勝1敗」で下して2007年度のワールドグループ出場権を獲得した。鄭潔はシングルス1試合と晏紫とのダブルス戦に勝利を収め、中国にとって初めてのワールドグループ進出に大きく貢献した。しかし、2007年全豪オープンで鄭潔と晏紫は女子ダブルス準決勝で台湾ペアの詹詠然&荘佳容組に3-6, 4-6 で敗れ、大会2連覇を逃した。
2008年ウィンブルドンにおいて、鄭潔は中国女子選手として史上初のベスト4に進出し、2年前の李娜のベスト8を上回る成績を出した。3回戦で第1シードのアナ・イバノビッチに6-1, 6-4で破る勝利で波に乗り、4回戦でアグネシュ・サバイ、準々決勝でニコル・バイディソバに勝ち、シングルスでも同国の最高記録を更新した。準決勝では第6シードのセリーナ・ウィリアムズに2-6, 6-7で惜敗した。アジア人女性のウィンブルドン準決勝進出も、1996年の伊達公子以来12年ぶりの快挙だった。地元開催の北京五輪で、鄭潔と晏紫は女子ダブルスの銅メダルを獲得した。準決勝でスペイン代表のビルヒニア・ルアノ・パスクアル&アナベル・メディナ・ガリゲス組に4-6, 6-7で敗れた2人は、準決勝敗退ペア2組による「銅メダル決定戦」でウクライナの姉妹ペア、アリョーナ・ボンダレンコ&カテリナ・ボンダレンコ組に6-2, 6-2のストレート勝ちを収めた。
2009年の全豪オープンで、鄭潔は第22シードとしてシングルス4回戦に初進出を決めたが、スベトラーナ・クズネツォワとの試合を1-4 で途中棄権してしまう。翌2010年の全豪オープンでは、鄭潔と李娜の2人が女子シングルスのベスト4に入った。鄭潔も2008年ウィンブルドン以来2度目の4大大会シングルス準決勝でジュスティーヌ・エナンから1ゲームしか奪えず1-6, 0-6のスコアで完敗した。
2012年の開幕戦ASBクラシックの決勝でフラビア・ペンネッタの途中棄権により5年5カ月ぶりのシングルスツアー4勝目を挙げた。7月のロンドン五輪で3度目のオリンピックに出場しシングルスは1回戦でナディア・ペトロワに4-6, 6-7(7) で敗退したが、彭帥と組んだダブルスではベスト8に進出している。
鄭潔は2015年ウィンブルドン選手権を最後に公式戦出場が途絶えている。2016年4月に第1子を出産した。

## WTAツアー決勝進出結果

### シングルス: 7回 (4勝3敗)
| 大会グレード          | 大会グレード                 |
| 2008年以前            | 2009年以後                   |
| --------------------- | ---------------------------- |
| グランドスラム (0–0)  |                              |
| WTAファイナルズ (0–0) |                              |
| ティア I (0–0)        | プレミア・マンダトリー (0-0) |
| ティア I (0–0)        | プレミア5 (0-0)              |
| ティア II (0–0)       | プレミア (0–1)               |
| ティア III (0–0)      | インターナショナル (1–1)     |
| ティア IV ＆ V (3-1)  | インターナショナル (1–1)     |

| 結果   | No. | 決勝日        | 大会               | サーフェス | 対戦相手                     | スコア                 |
| ------ | --- | ------------- | ------------------ | ---------- | ---------------------------- | ---------------------- |
| 優勝   | 1.  | 2005年1月14日 | ホバート           | ハード     | ヒセラ・ドゥルコ             | 6–2, 6–0               |
| 準優勝 | 1.  | 2005年5月8日  | フェズ             | クレー     | ヌリア・リャゴステラ・ビベス | 4–6, 2–6               |
| 優勝   | 2.  | 2006年5月7日  | エストリル         | クレー     | 李娜                         | 6–7(5), 7–5, 途中棄権  |
| 優勝   | 3.  | 2006年8月13日 | ストックホルム     | ハード     | アナスタシア・ミスキナ       | 6–4, 6–1               |
| 準優勝 | 2.  | 2010年5月22日 | ワルシャワ         | クレー     | アレクサンドラ・ドゥルゲル   | 3–6, 4–6               |
| 優勝   | 4.  | 2012年1月8日  | オークランド       | ハード     | フラビア・ペンネッタ         | 2–6, 6–3, 2–0 途中棄権 |
| 準優勝 | 3.  | 2014年6月21日 | スヘルトーヘンボス | 芝         | ココ・バンダウェイ           | 2–6, 4–6               |

### ダブルス: 30回 (15勝15敗)
| 大会グレード          | 大会グレード                 |
| 2008年以前            | 2009年以後                   |
| --------------------- | ---------------------------- |
| グランドスラム (2–1)  |                              |
| WTAファイナルズ (0–0) |                              |
| ティア I (2–1)        | プレミア・マンダトリー (0-0) |
| ティア I (2–1)        | プレミア5 (1-1)              |
| ティア II (2–2)       | プレミア (2–4)               |
| ティア III (2–3)      | インターナショナル (1–1)     |
| ティア IV ＆ V (3–2)  | インターナショナル (1–1)     |

| 結果   | No. | 決勝日        | 大会                 | サーフェス | パートナー             | 対戦相手                                                | スコア              |
| ------ | --- | ------------- | -------------------- | ---------- | ---------------------- | ------------------------------------------------------- | ------------------- |
| 準優勝 | 1.  | 2003年6月14日 | ウィーン             | クレー     | 晏紫                   | 李婷 孫甜甜                                             | 3-6, 4-6            |
| 優勝   | 1.  | 2005年1月14日 | ホバート             | ハード     | 晏紫                   | アナベル・メディナ・ガリゲス ディナラ・サフィナ         | 6–4, 7–5            |
| 優勝   | 2.  | 2005年2月12日 | ハイデラバード       | ハード     | 晏紫                   | 李婷 孫甜甜                                             | 6–4, 6–1            |
| 準優勝 | 2.  | 2005年9月18日 | バリ                 | ハード     | 晏紫                   | メガン・ショーネシー アンナ＝レナ・グローネフェルト     | 3-6, 3-6            |
| 準優勝 | 3.  | 2005年9月25日 | 北京                 | ハード     | 晏紫                   | マリア・ベント＝カブチ ヌリア・リャゴステラ・ビベス     | 2-6, 4-6            |
| 優勝   | 3.  | 2006年1月28日 | 全豪オープン         | ハード     | 晏紫                   | リサ・レイモンド サマンサ・ストーサー                   | 2–6, 7–6(7), 6–3    |
| 準優勝 | 4.  | 2006年2月12日 | パタヤ               | ハード     | 晏紫                   | 李婷 孫甜甜                                             | 6-3, 1-6, 6-7(5)    |
| 優勝   | 4.  | 2006年5月14日 | ベルリン             | クレー     | 晏紫                   | エレーナ・デメンチェワ フラビア・ペンネッタ             | 6–2, 6–3            |
| 優勝   | 5.  | 2006年5月21日 | ラバト               | クレー     | 晏紫                   | アシュリー・ハークルロード ベサニー・マテック           | 6–1, 6–3            |
| 優勝   | 6.  | 2006年6月24日 | スヘルトーヘンボス   | 芝         | 晏紫                   | アナ・イバノビッチ マリア・キリレンコ                   | 3–6, 6–2, 6–2       |
| 優勝   | 7.  | 2006年7月8日  | ウィンブルドン       | 芝         | 晏紫                   | ビルヒニア・ルアノ・パスクアル パオラ・スアレス         | 6–3, 3–6, 6–2       |
| 準優勝 | 5.  | 2006年8月13日 | ストックホルム       | ハード     | 晏紫                   | ヤルミラ・ガイドソバ エバ・ブリネロバ                   | 6-0, 4-6, 2-6       |
| 優勝   | 8.  | 2006年8月26日 | ニューヘイブン       | ハード     | 晏紫                   | リサ・レイモンド サマンサ・ストーサー                   | 6–4, 6–2            |
| 優勝   | 9.  | 2007年4月15日 | チャールストン       | クレー     | 晏紫                   | 彭帥 孫甜甜                                             | 7–5, 6–0            |
| 優勝   | 10. | 2007年5月26日 | ストラスブール       | クレー     | 晏紫                   | アリシア・モリク 孫甜甜                                 | 6–3, 6–4            |
| 準優勝 | 6.  | 2008年1月5日  | ゴールドコースト     | ハード     | 晏紫                   | ディナラ・サフィナ アグネシュ・サバイ                   | 1-6, 2-6            |
| 優勝   | 11. | 2008年1月11日 | シドニー             | ハード     | 晏紫                   | タチアナ・ペレビニス タチアナ・ポウチェク               | 6–4, 7–6(5)         |
| 準優勝 | 7.  | 2008年3月1日  | ドバイ               | ハード     | 晏紫                   | カーラ・ブラック リーゼル・フーバー                     | 5-7, 2-6            |
| 準優勝 | 8.  | 2008年3月23日 | インディアンウェルズ | ハード     | 晏紫                   | ディナラ・サフィナ エレーナ・ベスニナ                   | 1-6, 6-1, [8-10]    |
| 準優勝 | 9.  | 2009年5月23日 | ワルシャワ           | クレー     | 晏紫                   | ラケル・コップス＝ジョーンズ ベサニー・マテック＝サンズ | 1-6, 1-6            |
| 優勝   | 12. | 2010年2月28日 | クアラルンプール     | ハード     | 詹詠然                 | アナスタシア・ロディオノワ アリーナ・ロディオノワ       | 6–7(4), 6–2, [10–7] |
| 準優勝 | 10. | 2010年8月1日  | スタンフォード       | ハード     | 詹詠然                 | リンゼイ・ダベンポート リーゼル・フーバー               | 5–7, 7–6(8), [8–10] |
| 優勝   | 13. | 2010年8月8日  | サンディエゴ         | ハード     | マリア・キリレンコ     | リサ・レイモンド レネ・スタブス                         | 6–4, 6–4            |
| 準優勝 | 11. | 2011年2月13日 | パタヤ               | ハード     | 孫勝男                 | サラ・エラニ ロベルタ・ビンチ                           | 6–3, 3–6, [5–10]    |
| 優勝   | 14. | 2011年5月15日 | ローマ               | クレー     | 彭帥                   | バニア・キング ヤロスラワ・シュウェドワ                 | 6–2, 6–3            |
| 準優勝 | 12. | 2012年5月26日 | ブリュッセル         | クレー     | アリシア・ロソルスカ   | ベサニー・マテック＝サンズ サニア・ミルザ               | 3–6, 2–6            |
| 準優勝 | 13. | 2012年8月19日 | シンシナティ         | ハード     | カタリナ・スレボトニク | アンドレア・フラバーチコバ ルーシー・ハラデツカ         | 1–6, 3–6            |
| 優勝   | 15. | 2013年8月24日 | ニューヘイブン       | ハード     | サニア・ミルザ         | アナベル・メディナ・ガリゲス カタリナ・スレボトニク     | 6–3, 6–4            |
| 準優勝 | 14. | 2015年1月30日 | 全豪オープン         | ハード     | 詹詠然                 | ルーシー・サファロバ ベサニー・マテック＝サンズ         | 4–6, 6–7(5)         |
| 準優勝 | 15. | 2015年6月27日 | イーストボーン       | 芝         | 詹詠然                 | キャロリン・ガルシア カタリナ・スレボトニク             | 6–7(5), 2–6         |

## 4大大会シングルス成績
略語の説明
| W | F | SF | QF | #R | RR | Q# | LQ | A | Z# | PO | G | S | B | NMS | P | NH |

W=優勝, F=準優勝, SF=ベスト4, QF=ベスト8, #R=#回戦敗退, RR=ラウンドロビン敗退, Q#=予選#回戦敗退, LQ=予選敗退, A=大会不参加, Z#=デビスカップ/BJKカップ地域ゾーン, PO=デビスカップ/BJKカッププレーオフ, G=オリンピック金メダル, S=オリンピック銀メダル, B=オリンピック銅メダル, NMS=マスターズシリーズから降格, P=開催延期, NH=開催なし.
| 大会           | 2002 | 2003 | 2004 | 2005 | 2006 | 2007 | 2008 | 2009 | 2010 | 2011 | 2012 | 2013 | 2014 | 2015 | 通算成績 |
| -------------- | ---- | ---- | ---- | ---- | ---- | ---- | ---- | ---- | ---- | ---- | ---- | ---- | ---- | ---- | -------- |
| 全豪オープン   | A    | LQ   | 1R   | 1R   | 1R   | 1R   | A    | 4R   | SF   | A    | 4R   | 3R   | 3R   | 1R   | 15–10    |
| 全仏オープン   | A    | LQ   | 4R   | 1R   | 2R   | 1R   | 3R   | 2R   | 2R   | 2R   | 2R   | 3R   | 1R   | A    | 12–11    |
| ウィンブルドン | A    | A    | 1R   | A    | 3R   | A    | SF   | 2R   | 2R   | 2R   | 3R   | 1R   | 2R   | A    | 13–9     |
| 全米オープン   | LQ   | LQ   | 1R   | 2R   | 2R   | A    | 3R   | 3R   | 2R   | 2R   | 3R   | 3R   | 1R   | A    | 11–10    |